# Shark Bay

Kaart van Shark Bay en omgeving

Shark Bay (letterlijk: haaienbaai) is een baai gelegen op de meest westelijke punt van het Australisch continent.
Rondom de baai leefden drie aboriginesdialectgroepen: de Malgana, Nhanda en de Yingkarta. De Malgana noemden de baai 'Gutharraguda'. 'Gutharraguda' zou "twee baaien" of "twee waters" betekenen. Er bevinden zich een honderddertigtal erkende aboriginessites, waaronder groeves, begraafplaatsen, rotsschuilplaatsen en 'middens' (afvalplaatsen met schelpen van zeevruchten).
Shark Bay bezit met zijn eilanden (waaronder Dirk Hartogeiland) en het land dat eromheen ligt drie belangrijke natuurlijke kenmerken: het grootste en rijkste zeegrasgebied ter wereld, de populatie van zeekoeien, en de algenkolonies (stromatolieten) die tot de oudste soorten van de aarde behoren. In het gebied ligt de toeristenattractie Monkey Mia.
In 1991 werd Shark Bay op de Werelderfgoedlijst geplaatst.